# Marc Gomez
Marc Gomez (* 19. September 1954 in Rennes) ist ein ehemaliger französischer Radrennfahrer.
Noch als Amateur gewann Marc Gomez 1978 das Rennen Boucles de la Mayenne sowie 1979 und 1981 Bordeaux-Saintes. 1979 gewann er eine Etappe in der Jugoslawien-Rundfahrt. Zweimal startete er in der Internationalen Friedensfahrt. 1980 wurde er 40., 1981 33. der Gesamtwertung. Von 1982 bis 1989 war er Profi-Rennfahrer. Seine größten Erfolge in dieser Zeit waren der Sieg bei Mailand–Sanremo 1982 sowie bei der französischen Straßenmeisterschaft im Jahr darauf.
Gomez startete zehnmal bei den Grand Tours, so fünfmal bei der Tour de France, allerdings ohne sich dabei als Edel-Domestike von zunächst Bernard Hinault und später Miguel Indurain persönlich auszeichnen zu können. Bei der Vuelta a España 1982 gewann er die erste Etappe, ein Einzelzeitfahren, und trug in der Folge fünf Tage lang das Gelbe Trikot. Bei der Vuelta 1986 gewann er die zweite Etappe und blieb vier Tage in Gelb. 1985 gewann er die Schweden-Rundfahrt, was er später als Dank von Hinault für seine treuen Hilfsdienste zuvor bezeichnete.
Heute arbeitet Marc Gomez in seiner Heimatstadt Rennes bei einem Transportunternehmen. Als Präsident eines Basketball-Clubs im Stadtviertel Villejean ist er weiter dem Sport verbunden.